# Benedikt Ricasoli
Benedikt Ricasoli OSBVall (* im 11. Jahrhundert in Gaiole in Chianti; † 20. Januar 1107 in Badia a Coltibuono) war ein italienischer Mönch und Einsiedler. Er wird in der römisch-katholischen Kirche als Seliger verehrt.

## Leben
Benedikt Ricasoli entstammte einer wohlhabenden, vornehmen Familie, die mit den Medici verwandt gewesen sein soll. Seine Eltern hatten in Coltibuono das Kloster San Lorenzo gestiftet, das sich den Vallombrosanern angeschlossen hatte. Diesem Kloster wurde der junge Benedikt zur geistlichen Erziehung anvertraut.
Nachdem er ein Mönch geworden war, zog er mit der Erlaubnis seines Abtes Azzo als Einsiedler auf einen Berg unweit des Klosters. Nur an den Sonn- und Feiertagen kam er noch in das Kloster, um dort mit seinen Brüdern die Heilige Messe zu feiern. Die übrige Zeit verbrachte er mit Fasten, Nachtwachen und Gebet. Am 20. Januar 1107 starb Benedikt Ricasoli in seiner Klause.
Im Jahre 1430 wurde sein unverwester Körper aufgefunden und man bestattete ihn in der Klosterkirche von Coltibuono, wo seine Reliquien unter dem Hauptaltar ruhen. Die Verehrung als Seliger, die unter den Vallombrosanern schon bald darauf begann, wurde erst zu Beginn des 20. Jahrhunderts durch den Papst bestätigt.
Sein Gedenktag ist der 20. Januar.